# 맷 하딩

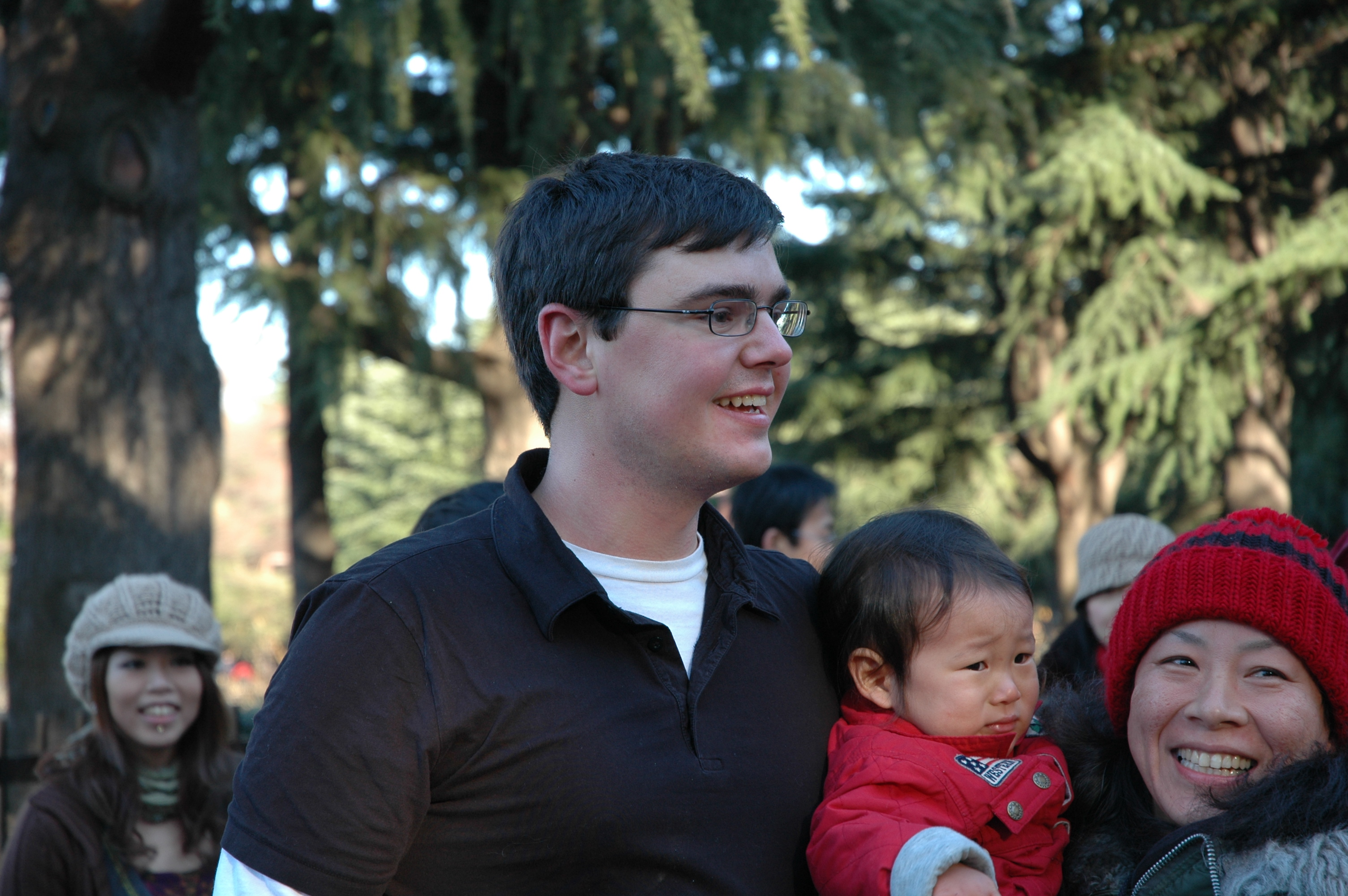
2007년 1월 27일 도쿄에서

매슈 "맷" 하딩(Matthew "Matt" Harding, 1976년 9월 27일 ~ )은 미국의 비디오 게임 개발자이자 유튜브에서 'Dancing'이라는 동영상으로 유명해진 사람이다. 2005년에 첫 동영상을 올린 후, 사람들의 호응을 얻자 현재 2번째(2006년)와 3번째(2008년), 그리고 4번째(2012년) 동영상까지 올렸다. 이 동영상들은 자신이 여행한 다양한 장소에서 재미있게 춤을 추는 장면을 촬영한 것이다. 2013년 7월에 다섯 번째 동영상이 올라올거라고 한다.

## 방문한 지역
| 1. 중화인민공화국 베이징 2. 베트남 하노이 시 3. 인도 델리 아그라, 벵골 숲 4. 러시아 모스크바, 시베리아 5. 태국 방콕 6. 체코 프라하 7. 캄보디아 앙코르 와트 8. 미국 로스앤젤레스, 뉴욕, 시애틀, 웨스트포트 9. 몽골 수흐바타르 주 10. 탄자니아 킬리만자로 산 11. 멕시코 몬테 알반 12. 케냐 차보 13. 우간다 브윈디 숲 14. 미얀마 양곤 | 1. 볼리비아 살라르 데 우유니 2. 요르단 페트라 3. 페루 마추픽추 4. 이탈리아 베니스 5. 일본 도쿄 6. 에콰도르 갈라파고스섬 7. 오스트레일리아 브리즈번 8. 라오스 루앙프라방 9. 브루나이 반다르세리베가완 10. 미국 네바다주 51 구역 11. 과테말라 티칼 12. 벨리즈 하프 문 카예 13. 나미비아 소수스블레이 14. 뉴질랜드 루트번 밸리 15. 미국 애리조나주 모뉴먼트 밸리 16. 남극 사우스셰틀랜드 제도 17. 미크로네시아 연방 추크 제도 18. 영국 런던 19. 미국 뉴멕시코주 VLA 20. 이집트 아부심벨 21. 칠레 이스터섬 22. 프랑스 오트피카르디 역 23. 중화인민공화국 모전욕 장성 24. 미국 뉴욕주 뉴욕 시 25. 튀르키예 에페수스 26. 괌 27. 보츠와나 모코로디 28. 독일 베를린 29. 오스트레일리아 시드니 30. 아랍에미리트 두바이 31. 팔라우 락 제도 32. 르완다 무린디 33. 남극 네코 항 34. 노르웨이 키라그볼텐 35. 미국 캘리포니아주 샌프란시스코 36. 미국 워싱턴주 시애틀 |

| 1. 인도 뭄바이 2. 부탄 파로 3. 영국 북아일랜드 자이언츠 코즈웨이 4. 잔지바르 스톤 타운 5. 오스트레일리아 란셀린 6. 네덜란드 리세 7. 오스트레일리아 크리스마스섬 8. 쿠웨이트 쿠웨이트시티 9. 멕시코 테오티우아칸 10. 아이슬란드 셀랴란드스 폭포 1. (여기서부터 하딩이 혼자 춤추다 사람들이 모여드는 장면이 빠르게 지나감) 아일랜드 더블린 2. 미국 매사추세츠주 보스턴 3. 캐나다 온타리오주 토론토 4. 벨기에 브뤼셀 아토미움 5. 포르투갈 리스본 쿠메르시우 광장 6. 캐나다 브리티시컬럼비아주 밴쿠버 7. 미국 캘리포니아주 샌프란시스코 8. 프랑스 파리 9. 오스트레일리아 빅토리아주 멜버른 10. 미국 워싱턴 D.C. 11. 미국 일리노이주 시카고 11. 스페인 마드리드 12. 마다가스카르 안트세라나나 13. 오스트레일리아 브리즈번 14. 아일랜드 더블린 15. 아르헨티나 부에노스아이레스 16. 잠비아 차카치노 17. 튀르키예 이스탄불 18. 피지 와이니빌라스 19. 영국 런던 20. 스웨덴 스톡홀름 21. 솔로몬 제도 아우키 22. 예멘 사나 23. 키르기스스탄 알라 아차 국립공원 24. 필리핀 타가이타이 25. 한반도 비무장 지대 26. 말리 팀북투 27. 폴란드 바르샤바 28. 미국 텍사스주 오스틴 29. 일본 도쿄 30. 파푸아뉴기니, 훌리 족과 함께 촬영 31. 미국 플로리다주 마이애미 32. 독일 바이에른주 뮌헨 33. 통가 통가타푸 34. 미국 일리노이주 시카고 35. 부탄 팀부 36. 인도 구르가온 37. 오스트레일리아 뉴사우스웨일스주 시드니 38. 포르투갈 리스본 39. 대한민국 서울 숭례문 40. 남아프리카 공화국 소웨토 41. 미국 뉴욕주 뉴욕 시 42. 일본 도쿄 43. 통가 바바우 44. 남아프리카 공화국 희망봉 45. 파나마 파나마 운하 46. 요르단 와디 룸 47. 마다가스카르 레무르섬 48. 뉴질랜드 오클랜드 49. 모로코 바티크 50. 네덜란드 암스테르담 51. 미국 조지아주 애틀랜타 52. 멕시코 멕시코 시티 53. 벨기에 브뤼셀 54. 미국 캘리포니아주 샌프란시스코 55. 대만 타이베이 56. 캐나다 브리티시컬럼비아주 밴쿠버 57. 미국 워싱턴 D.C. 58. 브라질 리우데자네이루 59. 독일 쾰른 60. 싱가포르 61. 미국 캘리포니아주 알함브라 62. 이스라엘 텔아비브 63. 팔레스타인 요르단강 서안 지구 동예루살렘 64. 프랑스 파리 65. 캐나다 퀘벡주 몬트리올 66. 미국 네바다주 넬리스 무중력 체험장 67. 미국 캘리포니아주 로스앤젤레스 68. 브라질 상파울루 69. 미국 워싱턴주 시애틀 | 맷 하딩은 2010년 FIFA 월드컵 개최를 앞두고 이를 기념하여 남아프리카 공화국 곳곳의 장소에서 디스키 춤을 추는 스페셜 비디오를 만들었다. 그는 2010년 5월 5일 이 비디오를 유튜브에 올렸다. 이 목록은 영상에서 나오는 장소들을 나열해 놓은 것이며, 어떤 장소는 영상 중간에 여러 번씩 중복되어 나온다. 1. 요하네스버그 샌드턴 넬슨 만델라 광장 2. 모셀 만 피나클 포인트 3. 케이프타운 호트 만 4. 케이프타운 테이블 산 5. 케이프타운 케이프타운 스타디움 6. 음봄벨라 음봄벨라 스타디움 7. 남아프리카 항공 8. 케이프타운 근처의 볼더스 비치 9. 요하네스버그 소웨토 소웨토 쿨링 타워 10. 로벤섬 11. 요하네스버그 소웨토 사커 시티 12. 케이프타운 테이블 산 13. 희망봉 14. 음봄벨라 자불라니 캠프 15. 음푸말랑가 주 블라이드 리버 캐니언 16. 요하네스버그 샌드턴 넬슨 만델라 광장 17. 음푸말랑가 주 블라이드 리버 캐니언의 부크스 럭 팟홀 18. 요하네스버그 소웨토 소웨토 쿨링 타워 19. 케이프타운 호트 만 20. 요하네스버그 샌드턴 넬슨 만델라 광장 21. 음푸말랑가 주 맥맥 폭포 근처의 맥맥 호수 22. 요하네스버그 근처의 레세디 문화 마을 23. 음봄벨라 자불라니 캠프 24. 음푸말랑가 주 블라이드 리버 캐니언의 부크스 럭 팟홀 25. 요하네스버그 근처의 레세디 문화 마을 26. 요하네스버그 소웨토 사커시티 27. 케이프타운 테이블 산 28. 요하네스버그 29. 케이프타운 근처의 볼더스 비치 30. 모셀 만 피나클 포인트 31. 요하네스버그 샌드턴 넬슨 만델라 광장 32. 요하네스버그 소웨토 사커 시티 33. 남아프리카 항공 |